# Alexandre O. Philippe

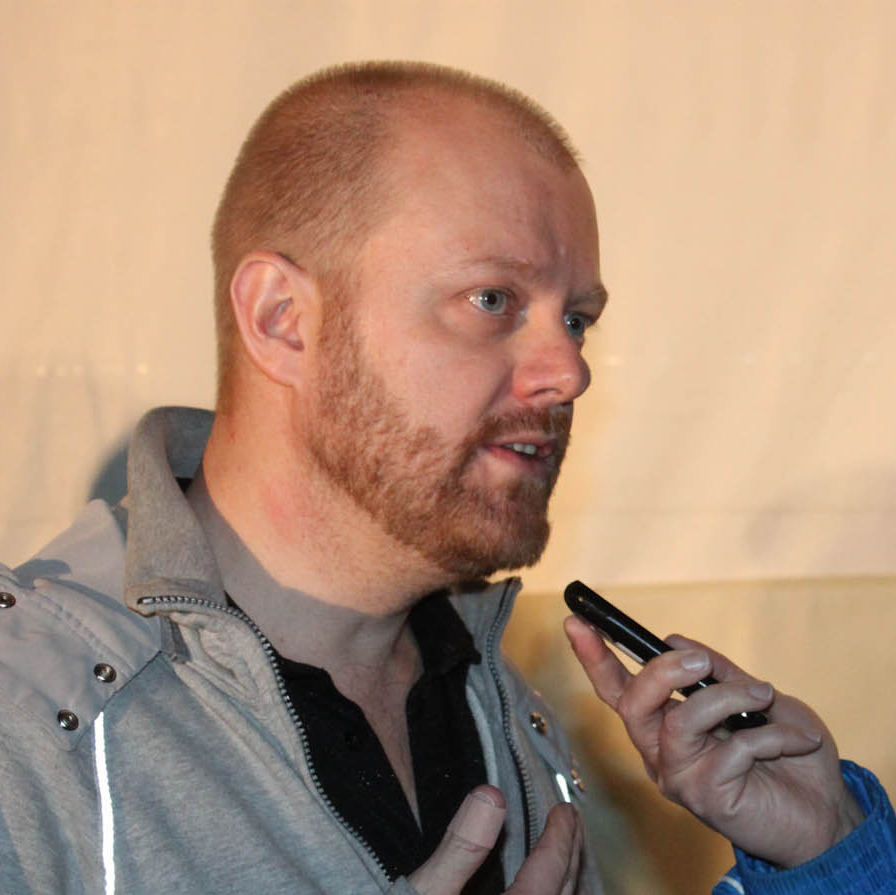
Alexandre O. Philippe (2012)

Alexandre O. Philippe (* in Genf) ist ein Schweizer Filmregisseur, der mit seinen Dokumentarfilmen The People vs. George Lucas (2010), Doc of the Dead (2014), 78/52 – Die letzten Geheimnisse von «Psycho» (2017) und Leap of Faith: Der Exorzist (2019) Bekanntheit erlangte. Philippe ist Creative Director und Miteigentümer des in Denver beheimateten Cinema Vertige. Seine jüngste Auftragsarbeit für die Stadt Denver wurde mit vier Heartland Emmy Awards ausgezeichnet.

## Karriere
Philippe erhielt einen MFA in Dramatischem Schreiben von der New York University’s Tisch School of the Arts. Er führte bei mehreren narrativen und dokumentarischen Kurzfilmen Regie, darunter Left, the Spot und Inside, die auf über 70 internationalen Filmfestivals gezeigt wurden und mehrere Preise erhielten. Left war der erste Film, der mit 192 kHz/24-Bit für das Dolby-Verfahren der verlustfreien Kodierung in TrueHD 5.1-Surround-Sound-Technologie aufgezeichnet, geschnitten und gemischt sowie von der Akira Kurosawa Foundation in Japan ausgezeichnet wurde. 2010 erschien sein dritter Dokumentarfilm The People vs. George Lucas nach Chick Flick (über Mike das kopflose Huhn) und Earthlings, einer Untersuchung des Phänomens der klingonischen Sprache. Er war Second Unit Director bei Dirk Simons When the Dragon Swallowed the Sun, der auf dem Santa Barbara International Film Festival 2010 uraufgeführt wurde und drei Movie Maverick Awards gewann.
Philippes Dokumentarfilm 78/52 aus dem Jahr 2017 dekonstruiert die berüchtigte Duschszene aus dem Film Psycho von Alfred Hitchcock. Filmkritiker Owen Gleiberman von Variety bemerkte: «Unter der Regie von Alexandre O. Philippe, der den eleganten und forschenden Doc of the Dead gedreht hat, konzentriert sich 78/52 auf eine genaue Analyse der Duschszene, die zugleich delirierend und endgültig ist; der Film ist auch eine filmische Meditation, die eine Fülle von großartigen Anekdoten über die Entstehung von Hitchcocks Meisterwerk enthält.» Der Dokumentarfilm enthält Interviews mit den Schauspielern Elijah Wood und Jamie Lee Curtis (Tochter der Hauptdarstellerin Janet Leigh), Osgood Perkins (Sohn von Anthony Perkins), den Regisseuren Peter Bogdanovich, Guillermo del Toro, Eli Roth, Karyn Kusama, den Cutterinnen und Cuttern Walter Murch, Chris Innis, Bob Murawski und Marli Renfro (Körperdouble von Janet Leigh). Der Titel bezieht sich auf die Anzahl der Einstellungen in der Szene und die Anzahl der Schnitte, von denen jeder einzelne von Filmhistorikern und Enthusiasten seziert und analysiert wird. Kenneth Turan von der Los Angeles Times rezensierte den Film mit den Worten, er sei «obsessiv, aber zugänglich, der tiefste Tauchgang, den man sich vorstellen kann, in eine der berühmtesten Szenen der Filmgeschichte, der Dokumentarfilm «78/52» betrachtet eine kurze dreiminütige Filmszene, wie sie noch nie zuvor gesehen wurde».
Seine Dokumentation Leap of Faith: Der Exorzist aus dem Jahr 2019 stellt mit einem Interview Regisseur William Friedkin  in den Vordergrund. Mit begleitenden Filmausschnitten und Eindrücken vom Set lässt Alexandre O. Philippe Friedkin frei über seinen Film sowie dessen Entstehung und Bedeutung reden und analysieren.
Sein Dokumentarfilm Chain Reaction aus dem Jahr 2024 beschäftigt sich mit dem Film The Texas Chain Saw Massacre. Im Film kommen unter anderem der Komiker Patton Oswald, der Autor Stephen King und die Regisseurin Karyn Kusama zu Wort.

## Filmografie
- 2003: Chick Flick: The Miracle Mike Story (Dokumentarfilm)
- 2004: Earthlings: Ugly Bags of Mostly Water (Dokumentarfilm)
- 2006: Left (Kurzfilm)
- 2008: The Spot (Dokumentarkurzfilm)
- 2009: Inside (Kurzfilm)
- 2010: The People vs. George Lucas (Dokumentarfilm)
- 2011: The Right to Breathe (Dokumentarkurzfilm)
- 2012. The Life and Times of Paul the Psychic Octopus (Dokumentarfilm)
- 2014: Doc of the Dead (Dokumentarfilm)
- 2017: 78/52 – Die letzten Geheimnisse von Psycho (Dokumentarfilm) – vertrieben von IFC[3]
- 2019: Memory – Über die Entstehung von Alien (Dokumentarfilm)[4]
- 2019: Leap of Faith: Der Exorzist (Dokumentarfilm)[5]
- 2021: The Taking[6]
- 2022: Lynch/Oz[7]
- 2023: You Can Call Me Bill (Dokumentarfilm)[8]
- 2024: Chain Reactions (Dokumentarfilm)[9]